# Scott Koziol
Scott Koziol (født 6. februar 1972) var en stand in for Brad Delson i Linkin Park. Man kan se ham i Linkin Parks musikvideo "In the End". Han kan kun blive set i musikvideoer til Hybrid Theory, hvor han erstattede Kyle Christener.